# Ulrich Schmid (Theologe)
Ulrich B. Schmid (* 31. Mai 1962 in Stuttgart) ist ein deutscher evangelischer Theologe und Hochschullehrer.

## Leben und Wirken
Schmid studierte von 1982 bis 1989 Evangelische Theologie an den Universitäten in Tübingen und Münster. An die 1. Kirchliche Dienstprüfung im Jahre 1989 schloss sich von 1989 bis 1992 ein Studium der Philosophie, Alten Geschichte sowie Byzantinistik in Münster an. Von 1993 bis 1995 folgte das Vikariat und dann im Jahre 1995 die 2. Kirchliche Dienstprüfung.
Im akademischen Bereich wurde er 1995 durch die Evangelisch-Theologische Fakultät der Universität Münster zum Doctor theologiae promoviert. Mit einem Habilitationsstipendium der Deutschen Forschungsgemeinschaft (DFG) setzte er seine universitäre Laufbahn in den Jahren 1996 bis 1998 fort. Von 1997 bis 1998 arbeitete er als Fellow am Netherlands Institute for Advanced Study (NIAS), von 1998 bis 2000 an der Freien Universität zu Amsterdam.
An der Kirchlichen Hochschule Bethel habilitierte er sich mit der im Jahre 2002 angenommenen und 2005 im Herder-Verlag publizierten Schrift Unum ex quattuor. Eine Geschichte der lateinischen Tatianüberlieferung. Im Jahre 2008 wurde er außerplanmäßiger Professor an der Kirchlichen Hochschule Wuppertal/Bethel.
Seit 2002 war er wissenschaftlicher Mitarbeiter an verschiedenen Einrichtungen in Amsterdam, Münster, Wuppertal, Birmingham. Seit 2015 ist er Wissenschaftlicher Mitarbeiter an der Akademie der Wissenschaften zu Göttingen.
Ulrich Schmids Fachgebiete sind das Neue Testament, die Kirchengeschichte im Allgemeinen sowie die Alte Kirche, etwa Marcion, Tatian, die Theologie des Mittelalters (Evangelienharmonien) und das Feld der Textforschung (griechische und lateinische Überlieferung der christlichen Bibel) im Speziellen.
1999 erhielt er den Hendrik Casimir-Karl Ziegler-Forschungspreis der Nordrhein-Westfälischen Akademie der Wissenschaften. Er ist Mitglied (Stand 2019) in folgenden wissenschaftlichen Vereinigungen: Kerkhistorisch Gezelschap, Society of Biblical Literature, Studiorum Novi Testamenti Societas, Committee of the International Greek New Testament Project.
Ulrich Schmid ist verheiratet und hat ein Kind.

## Werke (Auswahl)
- Marcion und sein Apostolos. Rekonstruktion und historische Einordnung der marcionitischen Paulusbriefausgabe (= Arbeiten zur Neutestamentlichen Textforschung, Band 25). Walter de Gruyter, Berlin/New York 1995, ISBN 978-3-11-088934-5.
- Unum ex quattuor. Eine Geschichte der lateinischen Tatianüberlieferung (= Aus der Geschichte der lateinischen Bibel Bd. 37). Herder, Freiburg im Breisgau 2005, ISBN 978-3-451-21955-9
- Old Testament and New Testament Versions of the Mosaic Law: The Intersection of Oral and Written Tradition. In: Melvin K.H. Peters (Hrsg.): XIV Congress of the IOSCS, Helsinki, 2010.  SBL, Atlanta 2013, S. 587–604.
- Marcion and the Textual History of Romans: Editorial Activity and Early Editions of the New Testament. In: Hugh A.G. Houghton, Laurence Mellerin, Markus Vinzent (Hrsg.): Papers presented at the Sixteenth International Conference on Patristic Studies held in Oxford 2011, Volume 2: Biblical Quotations in Patristic Texts (= Studia Patristica 64). Peeters, Leuven 2013, S. 99–113.
- Tatian's Diatessaron. In: Michael W. Holmes, Bart D. Ehrman (Hrsg.): The Text of the New Testament in Contemporary Research: Essays on the Status Quaestionis. Brill, Leiden 2013, S. 115–142.
- Die Bibel online – Überlegungen zum Konzept einer interaktiven Edition. In: Gesa Dane, Jörg Jungmayr, Marcus Schotte (Hrsg.): Wege zur Weltliteratur. Komparatistische Perspektiven in der Editionswissenschaft. Weidler, Berlin 2015, S. 23–42.
- Studien zum Text der Apokalypse. Zusammen mit Marcus Sigismund, Martin Karrer (Hrsg.), de Gruyter, Berlin 2015.